# Abdollah Entezam

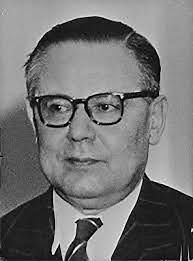
Abdollah Entezam

Abdollah Entezam (persiska: عبدالله انتظام), även känd under titeln Entezam os-Saltaneh, född 1895 i Teheran, Iran, död där 22 mars 1983, var en iransk ämbetsman, politiker, utrikesminister, diplomat och sufisk mystiker inom Safi Ali-Shahi-orden.
Abdollah Entezam var son till politikern och sufimästaren Seyed Mohammad Binesh Entezam os-Saltaneh, som var Irans inrikesminister under Reza Pahlavi, och Khorshid Lagha Ghaffari. Han utbildades vid den polytekniska högskolan Dar ol-Fonun och Skolan för politiska studier i Teheran. Han började sin karriär vid utrikesministeriet 1919. Han verkade som Irans chargé d’affaires  till Schweiz och sedan som dess permanenta representant vid Förenta nationerna (1938–1941). Han var landets utrikesminister åren 1953–1956 och dess vice-premiärminister 1955–1957.  Han var mentor till den blivande premiärministern Amir-Abbas Hoveyda.
Abdollah Entezam talade engelska, franska och tyska flytande. Han är författare till flera böcker om sufismen på engelska och persiska. Verken skrevs dock under pseudonym.
Hans bror Nasrollah Entezam var också framgångsrik diplomat och verkade bland annat som Irans ambassadör i USA och Frankrike.